# White River (Mpumalanga)
Pour les articles homonymes, voir White River.
White River (Witrivier en Afrikaans) est une petite ville touristique et agricole au nord de Nelspruit dans la province du Mpumalanga en Afrique du Sud. La région produit des fruits tropicaux, des légumes, des fleurs et du bois.

## Histoire
Après la guerre des Boers, les Britanniques établirent un camp sur la rivière Emanzimhlope, un affluent de la rivière Crocodile. Emanzimhlope veut dire "Eaux Blanches" en Swati. Lord Milner (administrateur du Transvaal vaincu) chargea son attaché, Tom Lawrence, de gérer ce camp pour démobiliser les soldats britanniques de la guerre anglo-boer. 
La plus longue rue de la ville porte encore le nom de Lawrence qui fut le premier gérant de la nouvelle colonie.
La tradition agricole de la communauté qui s’est installée ici après la guerre est demeurée pratiquement inchangée jusqu'à ce jour. Après la construction d’un canal de 26 km pour canaliser l’eau de la rivière, les colons plantèrent des arbres fruitiers et établirent de nouvelles méthodes de culture.